# Konwencja z Aarhus
Konwencja o Dostępie do Informacji, Udziale Społeczeństwa w Podejmowaniu Decyzji oraz Dostępie do Sprawiedliwości w Sprawach Dotyczących Środowiska, podpisana 25 czerwca 1998 w Aarhus, w Danii, podczas IV Paneuropejskiej Konferencji Ministrów Ochrony Środowiska. Konwencja weszła w życie 30 października 2001. Polska ratyfikowała ją w 2003 roku.
Konwencja spisana w językach angielskim, francuskim i rosyjskim. Depozytariuszem jest sekretarz generalny ONZ. Do rozwiązywania sporów jest właściwy Międzynarodowy Trybunał Sprawiedliwości, chyba że strony rozwiążą spór w inny sposób. Liczba stron wynosi 47.
Konwencja z Aarhus zajmuje szczególną pozycję w prawie międzynarodowym – nie jest to bowiem „zwykła” konwencja z dziedziny ochrony środowiska. Mniej dotyczy ona samej ochrony środowiska, bardziej natomiast prawa człowieka do czystego środowiska. W tym sensie prawo do informacji, do udziału w podejmowaniu decyzji i dostępu do sądownictwa w ochronie środowiska są często określane jako „następna generacja” praw człowieka i jako takie stanowią kluczowy element realizacji zasady zrównoważonego rozwoju.